# Río Baradero
El río Baradero es un curso fluvial situado en el norte de la provincia de Buenos Aires, centro-este de la Argentina. Hidrográficamente constituye un brazo del río Paraná inferior, formando parte del delta homónimo. El río baña por su ribera derecha las ciudades de San Pedro y Baradero.   

## Descripción
El recorrido total del río Baradero comprende 46 km. Ecorregionalmente, sus aguas se incluyen en la ecorregión de agua dulce Paraná inferior; mientras que los terrenos de sus márgenes inmediatos se adscriben en la ecorregión terrestre delta e islas del río Paraná.
El río Baradero es un efluente del río Paraná inferior, del cual se abre en la confluencia situada en las coordenas: 33°41′14.12″S 59°38′14.00″O / -33.6872556, -59.6372222, en el km 275 de dicho río, junto al sector sur del puerto de San Pedro, en los suburbios de la ciudad homónima, perteneciendo en su primer tramo ambas márgenes al partido de San Pedro. 
A 7 kilómetros de la ciudad de San Pedro, y desde el 27 de septiembre de 1978, se encuentra en la margen derecha del río las instalaciones de un complejo industrial de grandes dimensiones: Papel Prensa S. A., propiedad de una empresa argentina fundada en 1971 y dedicada a la producción de papel de diario. Cubre un predio de 150 hectáreas, en donde se levantan edificios e instalaciones que comprenden un total de 40 000 m².
Al recibir por la derecha el curso del arroyo El Tala, el río Baradero pasa a ser, por un corto tramo, el límite entre el partido de San Pedro —en su margen derecha— y el partido de Baradero —en su margen izquierda—, situación jurisdiccional que se mantiene hasta la desembocadura del río Arrecifes —también por la derecha— curso fluvial que oficia de límite entre los citados partidos; a partir de este punto, ambas márgenes del Baradero pasan a pertenecer al partido homónimo. Luego el río hace de límite entre la ciudad de Baradero y el sector deltaico del partido de homónimo. Frente al balneario municipal de dicha ciudad —en el km 32 del río Baradero— su curso registra su profundidad mínima: 4 metros. 
El río continúa discurriendo con típico fluir de río de llanura, siempre en dirección general noroeste-sudeste y marginado por terrenos inundables, aunque la alta barranca del Paraná se sitúa a pocas decenas o cientos de metros por su derecha. 
En el km 2 de este río se sitúa su profundidad máxima: 9 m, justo donde se produce la desembocadura —también por la derecha—, del río Areco, curso fluvial que oficia de límite entre el partido de Zárate —en su margen derecha— y el partido de Baradero —en su margen izquierda—, situación jurisdiccional que pasa a repetirse a partir de dicho punto también en el río Baradero y hasta su desembocadura en el río Paraná de las Palmas, en las coordenas: 33°56′28.48″S 59°15′40.76″O / -33.9412444, -59.2613222, en la zona del club de chacras «Estancia El Aduar».